# Dzodze

Dzodze är en ort i sydöstra Ghana, belägen några kilometer väster om gränsen till Togo. Den är huvudort för distriktet Ketu North, och folkmängden uppgick till 22 862 invånare vid folkräkningen 2010.